# Maria Drewniakówna
Maria Drewniakówna (ur. 13 maja 1908 w Rozborzu, zm. 30 września 2014) − polska śpiewaczka operowa, sopran.

## Życiorys
Kształciła się w Stanisławowie, Warszawie i we Lwowie. Od około 1936 współpracowała z Polskim Radiem. Choć w swoim szerokim repertuarze miała europejską i polską pieśń romantyczną, to jednak najbardziej zasłynęła z wykonań pieśni kompozytorów współczesnych, m.in. Karola Szymanowskiego i Witolda Lutosławskiego, czy dokonując prawykonań utworów m.in. Grażyny Bacewicz (pieśń Róże na sopran i fortepian prawykonana w 1934 w Warszawie z akompaniamentem Kiejstuta Bacewicza; Trzy pieśni na sopran i fortepian prawykonane w 1938 w Warszawie z tym samym akompaniatorem), Artura Malawskiego, Andrzeja Panufnika i Witolda Rudzińskiego. W 1951 na koncercie w ramach Festiwalu Muzyki Polskiej, razem z Wielką Orkiestrą Symfoniczną Polskiego Radia pod dyrekcją Grzegorza Fitelberga, wykonała po raz pierwszy Tryptyk śląski.
Była działaczką Stowarzyszenia Polskich Artystów Muzyków.
Była wieloletnią mieszkanką warszawskiej Woli. Zmarła 30 września 2014 w wieku 106 lat i 7 października została pochowana na cmentarzu ewangelicko-augsburskim (alejka 39 - rząd I - grób 97).

## Wyróżnienia, nagrody, odznaczenia
- Krzyż Oficerski Orderu Odrodzenia Polski[2]
- Nagroda Polskiego Wydawnictwa Muzycznego (1947) za propagowanie polskiej muzyki[5]
- Złota Odznaka Stowarzyszenia Polskich Artystów Muzyków[9]
- Złoty Medal „Zasłużony Kulturze Gloria Artis” (2008)[10]